# هلكونيوس
هِلْكُونِيُوس أو فراشة طويلة الجناح (الاسم العلمي: Heliconius)، جنس حشرات فراشية من حرشفيات الأجنحة وفصيلة الحورائيات. أنواعه المعروفة نحو 39 أعطانها أمريكا الجنوبية. أجسامها دقيقة تطول من 22 إلى 28 مم. بسطتها تراوح من 34 إلى 42 مم. رؤوسها شبه مكورة. عيونها بارزة. قرونها الاستشعارية خيطية معتدلة الطول. رواشنها كبيرة، مستديرة الاطراف، جميلة التخضيب والزوزقة. جميع أنواع هذا الجنس تفرز، للدفاع عن النفس، مادة سائلة صفراء اللون، كريهة الرائحة تبعد عنها الطير والحشرات المفترسة.